# Rozea kenoyeri
Rozea kenoyeri là một loài rêu trong họ Entodontaceae. Loài này được W.R. Buck & H.A. Crum mô tả khoa học đầu tiên năm 1976.